# XGBoost
XGBoost是一个开源软件库，为C++、Java、Python、R、和Julia提供了一个梯度提升框架，适用于Linux、Windows、以及macOS。根据项目的描述，它的目的在于提供一个"可扩展、可移植和分布式梯度提升（GBM、GBRT、GBDT）库"。XGBoost除了可以在单机上运行，也支持运行在分布式框架如Apache Hadoop、Apache Spark和Apache Flink上。近几年，由于该算法受到许多在机器学习竞赛中获奖团队的青睐，因而受到了广泛的欢迎和关注。

## 历史
XGBoost最初是一个研究项目，由当时在Distributed (Deep) Machine Learning Community (DMLC) 组里的陈天奇负责。它最初作为一个可以由libsvm配置文件进行配置的终端应用程序。在Higgs机器学习挑战中取得胜利后，它开始在机器学习竞赛圈子中被广为人知。不久之后，相应的Python和R的软件包被开发了出来。XGBoost现在也已经为Julia、Scala、Java和其他语言提供了软件包实现。这使得更多的开发者了解了XGBoost，并且让其在Kaggle社区备受欢迎，被广泛用于大量的竞赛。
很快地，XGBoost就与其他多个软件包一起使用，使其更易于在各自的社区中使用。它现在已经与Python用户的scikit-learn以及与R的Caret软件包集成在一起。它还可以使用抽象的Rabit及XGBoost4J集成到诸如Apache Spark、Apache Hadoop和Apache Flink等数据流框架中。XGBoost也可用于FPGAs的OpenCL。陈天奇和Carlos Guestrin发表了一种高效、可扩展的XGBoost实现。

## 获奖
- 约翰钱伯斯奖（2016） [13]
- 高能物理学会议机器学习奖（HEP meets ML） （2016） [14]